# Ibercivis
Ibercivis è un progetto di calcolo distribuito sviluppato dal BIFI - Institute of Complex Systems Biocomputing and Physics, un istituto di ricerca dell'Università di Saragozza. Sviluppato in Spagna, il progetto gode oggi anche della collaborazione di università portoghesi e latino-americane.
Ibercivis sfrutta la piattaforma BOINC ed è compatibile con sistemi Linux, Mac OS e Windows.
Le elaborazioni si concentrano principalmente sui campi della fisica e della chimica. Solo il sottoprogetto Sanidad si occupa di argomenti vicini alla ricerca medica.
Il progetto ha tra gli sponsor fondatori ufficiali l'Università di Saragozza, il Consiglio superiore delle ricerche scientifiche (CSIC), il Centro de Investigataciones Energeticas, Medioambientales y Tecnologicas (CIEMAT), Red.es, la fondazione Ikerbasque (Fundación Vasca para la Ciencia), la Fundación Zaragoza Ciudad del Conocimiento Archiviato il 29 ottobre 2020 in Internet Archive., il Governo dell'Aragona e il Ministero Spagnolo per la Scienza e l'Innovazione.

## Progetti attivi
I progetti di Ibercivis attualmente attivi sono:
- Adsorción: simulazione dell'adsorbimento di un fluido nelle argille PILCS (acronimo dall'inglese di pillared clays) e nelle zeoliti, curato dall'Instituto de Química-Física Rocasolano (CSIC).
- Amiloide: selezione di farmaci potenziali per la cura delle amiloidosi da parte del Centro de Neurociencia y Biología Celular (CNC) dell'Università di Coimbra.
- Cuanticables: Analisi degli effetti delle impurità nella costruzione di cavi e componenti in scala nanometrica, curato dall'Università di Buenos Aires.
- Docking: simulazione del docking delle proteine effettuato dal Centro de Biología Molecular Severo Ochoa (CSIC-UAM).
- Fusión: simulazione delle traiettorie delle particelle del plasma di fusione. È utilizzata in congiunzione con il reattore Heliac Flexible TJ-II del centro di ricerche CIEMAT - Centro de Investigationes Energeticas, Medioambientales y Tecnologicas. I risultati verranno utilizzati per lo sviluppo di ITER.
- Materiales: simulazione nel campo delle materie prime, dei reticoli cristallini, del magnetismo e della superconduttività curato dall'Università Complutense di Madrid e dall'Università dell'Estremadura.
- Nanoluz: studio del comportamento della luce a livello nanometrico, da parte del'Instituto de Óptica Daza Valdés (CSIC).
- Neurosim: simulazione della conformazione di amminoacidi e dei polipeptidi.
- Sanidad: simulazione del trasporto di particelle (radiazioni ionizzanti a scopo terapeutico) utilizzando metodi di simulazione monte carlo.

## Progetti terminati
- Protomol: applicazione che studiava le interazioni fra i peptidi delle proteine.